# Nemes János (felsőházi tag)
Nemes János (Hídvég, Háromszék vármegye, 1889. május 16. – Budapest, 1970. július 24.) magyar földbirtokos, felsőházi tag.

## Élete
1889-ben született az erdélyi Hídvégen, római katolikus vallású, földbirtokos családban. Középiskoláit a budapesti II. kerületi főgimnáziumban végezte el, azután a kolozsvári tudományegyetemen hallgatott jogot, majd Berlinben folytatott gazdasági tanulmányokat. Később, hogy gyakorlati ismereteket is szerezzen, a Nyitra vármegyei Tornócon vállalt munkát, mint gazdasági gyakornok.
Katonai szolgálatát a 2. császári és királyi huszárezredben teljesítette és annak tartalékos főhadnagya lett. Az első világháború végét követően hősi halált halt bátyjától megörökölt, Pest vármegyei birtokán gazdálkodott. Az örökösjogú főrendi családok képviselőinek egyikeként tagja lett az országgyűlés felsőházának is – ahová 1936 tavaszán, a gróf Széchenyi Aladár halálával megüresedett parlamenti helyre hívták be –, a kunszentmiklósi adófelszólamlási bizottság pedig elnökévé választotta.